# Pierre Lartigue
Pierre Lartigue (22 ottobre 1948) è un ex pilota di rally francese, specializzato nei rally raid, vincitore di tre Dakar ed otto Rally di Tunisia.

## Biografia
Oltre ai successi nei rally raid singoli, Lartigue si è aggiudicato quattro edizioni della Coppa del mondo rally raid (Cross Country Rally World Cup), organizzata dalla Federazione Internazionale dell'Automobile (FIA), per la prima volta nel 1990.
Con 10 successi di tappa alla Dakar 1994, detiene il record di successi di tappa in una edizione.

## Palmarès

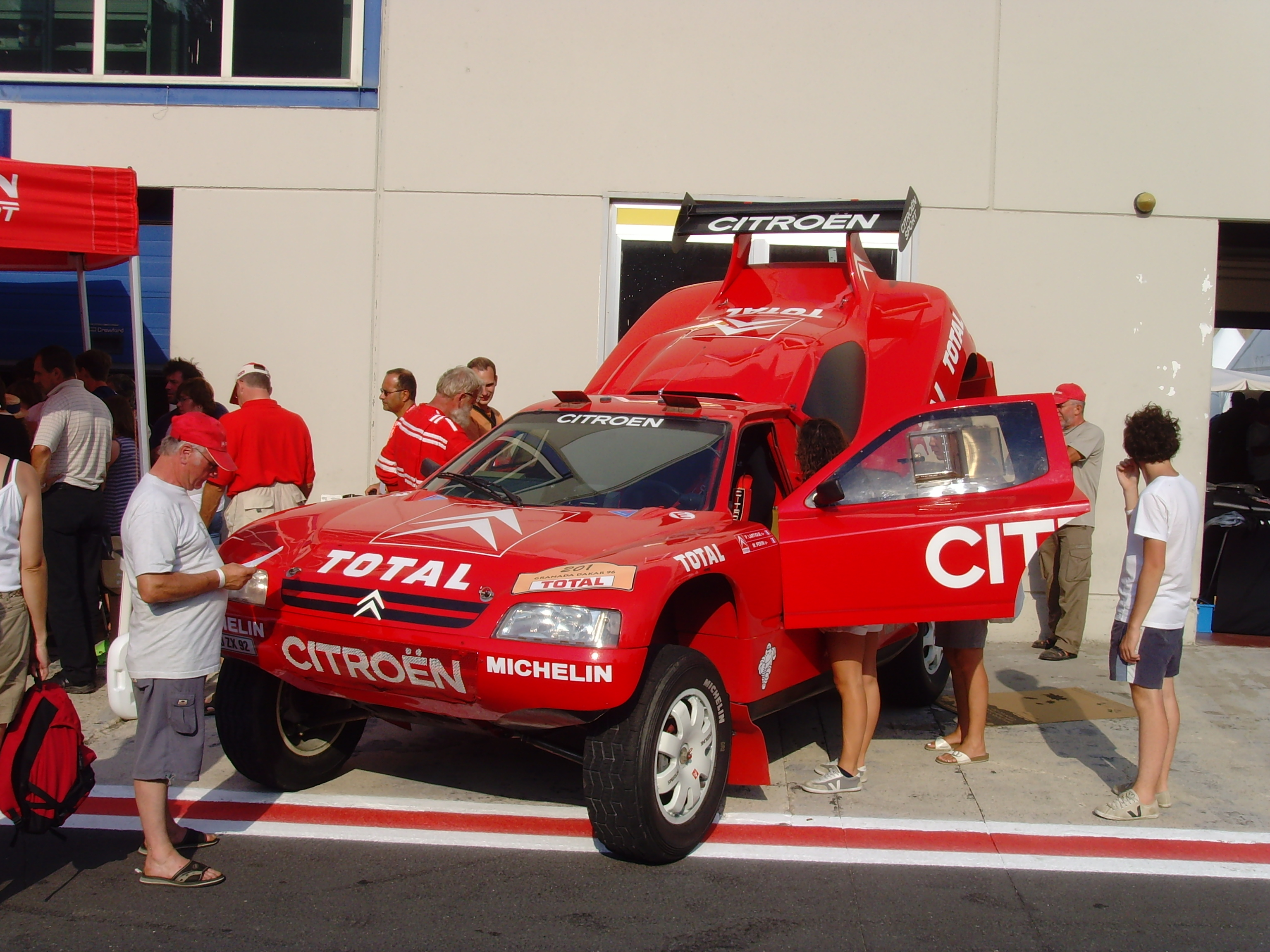
Citroën ZX

### Rally Dakar
Sono 21 le prove speciali vinte da Lartigue al raid africano.
| Anno | Mezzo             | Navigatore          | Pos. | Tappe |
| ---- | ----------------- | ------------------- | ---- | ----- |
| 1982 | Range Rover       | Patrick Destaillats | 4º   | 1     |
| 1983 | Range Rover       | Patrick Destaillats | 3º   | 1     |
| 1984 | Lada Niva         | Jean-Charles Djaoui | Rit. | 1     |
| 1985 | Lada Niva         | Bernard Giroux      | Rit. |       |
| 1986 | Lada Niva         | Bernard Giroux      | 4º   |       |
| 1987 | Lada Niva         | Pierre Roy          | Rit. |       |
| 1988 | Mitsubishi Pajero | Bernard Maingret    | Rit. | 1     |
| 1989 | Mitsubishi Pajero | Bernard Maingret    | Rit. |       |
| 1990 | Mitsubishi Pajero | Bernard Maingret    | Rit. | 1     |
| 1991 | Mitsubishi Pajero | Patrick Destaillats | 2º   |       |
| 1992 | Citroën           | Patrick Destaillats | 7º   | 1     |
| 1993 | Citroën           | Michel Périn        | 2º   | 1     |
| 1994 | Citroën           | Michel Périn        | 1º   | 10    |
| 1995 | Citroën           | Michel Périn        | 1º   | 3     |
| 1996 | Citroën           | Michel Périn        | 1º   | 1     |
| 1998 | Protruck          | Alain Guehennec     | Rit. |       |
| 2001 | Protruck          | Alain Guehennec     | Rit. |       |

### Altri successi
- Rally di Tunisia
  - 8 vittorie nelle auto (1985, 1989, 1990, 1992, 1994, 1995, 1996 e 1997)
- Rallye de l'Atlas
  - 5 vittorie (1983, 1984, 1990, 1991 e 1994)[4]
- Parigi-Mosca-Pechino
  - 1 vittoria (1982)

## Risultati nel WRC
| 1975 | Scuderia | Vettura         |  |  |  |     |     |  |  |  |  |  |  |  |  |  |  |  | Punti | Pos. |
| ---- | -------- | --------------- |  |  |  | --- | --- |  |  |  |  |  |  |  |  |  |  |  | ----- | ---- |
| 1975 |          | Datsun 180B SSS |  |  |  | Rit | Rit |  |  |  |  |  |  |  |  |  |  |  | [ 6 ] |      |

| 1976 | Scuderia | Vettura                    |  |  |  |  |     |   |  |  |  |  |  |  |  |  |  |  | Punti | Pos. |
| ---- | -------- | -------------------------- |  |  |  |  | --- | - |  |  |  |  |  |  |  |  |  |  | ----- | ---- |
| 1976 |          | Peugeot 504 Ti Peugeot 504 |  |  |  |  | Rit | ? |  |  |  |  |  |  |  |  |  |  |       |      |

| 1977 | Scuderia | Vettura        |  |  |  |  |  |    |  |  |  |  |  |  |  |  |  |  | Punti | Pos. |
| ---- | -------- | -------------- |  |  |  |  |  | -- |  |  |  |  |  |  |  |  |  |  | ----- | ---- |
| 1977 |          | Peugeot 504 Ti |  |  |  |  |  | 19 |  |  |  |  |  |  |  |  |  |  |       |      |

| 1978 | Scuderia | Vettura        |  |  |  |  |    |  |  |  |  |  |  |  |  |  |  |  | Punti | Pos. |
| ---- | -------- | -------------- |  |  |  |  | -- |  |  |  |  |  |  |  |  |  |  |  | ----- | ---- |
| 1978 |          | Peugeot 504 Ti |  |  |  |  | 15 |  |  |  |  |  |  |  |  |  |  |  |       |      |

| 1983 | Scuderia | Vettura                   |  |  |  |  |     |  |  |  |  |  |  |  |  |  |  |  | Punti | Pos. |
| ---- | -------- | ------------------------- |  |  |  |  | --- |  |  |  |  |  |  |  |  |  |  |  | ----- | ---- |
| 1983 |          | Volkswagen Golf I GTi 1.6 |  |  |  |  | Rit |  |  |  |  |  |  |  |  |  |  |  | 0     |      |

| 1985 | Scuderia | Vettura      |  |  |  |  |     |  |  |  |  |  |  |  |  |  |  |  | Punti | Pos. |
| ---- | -------- | ------------ |  |  |  |  | --- |  |  |  |  |  |  |  |  |  |  |  | ----- | ---- |
| 1985 |          | Škoda 130 LR |  |  |  |  | Rit |  |  |  |  |  |  |  |  |  |  |  | 0     |      |

| Legenda | 1º posto | 2º posto | 3º posto | A punti | Senza punti | Ritirato | Squalificato | NP=Non partito C=Gara cancellata | Apice=Power stage |